# Dom nadziei
Dom nadziei (oryg. Casa de los Babys) – film z 2003 roku w reżyserii Johna Saylesa.

## Obsada
- Marcia Gay Harden jako Nan
- Maggie Gyllenhaal jako Jennifer
- Daryl Hannah jako Skipper
- Susan Lynch jako Eileen
- Mary Steenburgen jako Gayle
- Lili Taylor jako Leslie
- Rita Moreno jako Senora Munoz
- Martha Higareda jako Celia
- Vanessa Martinez jako Asuncion